# Habán Mihály
Habán Mihály (Budapest/Erzsébetváros, 1907. október 4. – Budapest, 1984. február 22.) magyar költő, gépészmérnök.

## Életpályája
Gyermekkorának emlékei a Felvidékhez kötötték. 1942-ben gépészmérnöki diplomát szerzett a József Műegyetemen.

### Munkássága
Verseket publikált az 1930-as években számos napilapban és folyóiratban. 1934-ben verseskötete jelent meg Évszakok forgása címmel. 1941-ben, amikor a Budapesti Hírlap mellékletében megjelent Magyar ég alatt, 1941 című verséért a szerkesztőt megrótták, hallgatást fogadott. 1976-ban jelent meg második verseskötete A föld szépsége címmel. Ezután jött 1980-ban az Üzenetváltás.

## Művei
- Évszakok forgása (versek, 1934)
- Korunk. Tizenkét fiatal költő (antológia, 1935)
- Költészet. Tavasz 1940 (antológia, 1940)
- A föld szépsége (válogatott versek, 1935-1975, 1976)
- Üzenetváltás (versek, 1980)